# ONG Trato Ético Animal - APTÉHA
La ONG Trato Ético Animal (APTÉHA) es una organización no gubernamental fundada en 2015 cuyo fin es de impulsar políticas públicas de protección animal en Uruguay. Su sede central se encuentra ubicada en Ruta 8 7875, Montevideo.
APTÉHA organiza charlas, ponencias y conferencias sobre bienestar y protección animal, veganismo y denuncia el maltrato animal, entre otras acciones en colaboración con otras entidades.
Las campañas más notables de APTÉHA han sido contra las carreras de galgos y la organización de un boicot contra las empresas que subvencionan la actividad.

## Objetivos
- Políticos: Impulsamos, diseñamos y apoyamos políticas públicas de protección y bienestar animal, así como la creación de espacios de discusión en los diferentes partidos políticos.[1]
- Educativos: Realización de eventos, talleres y charlas, que abarcan la educación formal en sus tres niveles y educación no formal a través de trabajo con la comunidad, en campañas de reflexión sobre nuestro trato con los animales no humanos en general.[1]

## Logros
Las principales campanas exitosas de APTÉHA son:
- Denuncias por malos tratos: APTÉHA ha llevado adelante denuncias por malos tratos a animales en Montevideo y otras ciudades de Uruguay.

- Abolición de las carreras de galgos: Las campanas realizadas en Uruguay por la abolición de las carreras de galgo, tuvo tal repercusión mediática en el país que en 26 de diciembre del año 2018, el presidente de la República Oriental del Uruguay firmó el decreto de prohibición de carreras de galgos[4].[5]

Según la profesora de filosofía, activista social y directora de APTÉHA Rita Rodríguez González:
“Fue un decreto presidencial, en un hecho histórico. No conocemos otros casos donde un Presidente de la República por decreto haya prohibido una actividad de explotación de los animales. En nuestro país hay otras leyes de prohibición, como la prohibición de la tauromaquia, de las riñas de gallos, de las peleas de perros, pero están prohibidas por ley, directamente. Que un presidente diga por decreto esto no se puede hacer más en nuestro país, luego de analizar y de buscar información a nivel nacional e internacional y todas las variables es realmente histórico”.

### Galgo Libre Internacional
La campana Galgo Libre Internacional surge de la unión de fuerzas del Proyecto Galgo Argentina y la ONG Trato Ético Animal de Uruguay con el fin de luchar por la liberación de los galgos.
Las orígenes del movimiento por la prohibición de las carreras de galgos nació en Argentina el año 2013, visibilizando la crueldad contra los animales que existe detrás de las carreras.